# ليندون جونز
ليندون جونز (بالإنجليزية: Lyndon Jones)‏ (8 نوفمبر 1976 في المملكة المتحدة - ) هو لاعب كريكت بريطاني.

## وصلات خارجية
- ليندون جونز على موقع إي آس بي آن كريك إنفو (الإنجليزية)